# Vaskesymboler
Vaskesymboler også kaldet vaskeanvisninger er en række symboler, som har til formål at hjælpe forbrugeren med, hvordan de skal behandle deres tøj i form af vaskning, tørring, strygning og blegning. Det er organisationen Ginetex der står for tekstilmærkningerne i Europa.

## Vask
I vaskebaljen er der placeret et tal, som indikerer maks. temperaturen (i celsius), som det anbefales at vaske det pågældende stykke tøj ved.
- Vaskes ved 30°C
- Vaskes ved 40°C
- Vaskes ved 50°C
- Vaskes i hånden
- Tåler ikke vask

## Tørring
Tørresymbolet består af en firkant med forskellige objekter inden i, som angiver præcist, hvordan det pågældende stykke tøj skal tørres.
- Liggetørre
- Hængetørre
- Dryptørre
- Tørre i skyggen
- Hængetørres i skyggen
- Liggetørre i skyggen
- Dryptørre i skyggen
- Må ikke tumbles

## Strygning
Strygesymbolet består af et strygejern med en eller flere prikker i, som angiver hvor kraftig temperatur tøjet kan klare at blive strøget ved.
- Må stryges ved lav temperatur (maks. 110°C)
- Må stryges ved middel temperatur (maks. 150°C)
- Må stryges ved høj temperatur (maks. 200°C)
- Må ikke stryges